# Щербаченко, Василий Григорьевич
Василий Григорьевич Щербаченко — советский хозяйственный, государственный и политический деятель, Герой Социалистического Труда.

## Биография
Родился в 1926 году в селе Чулаковка. Член КПСС.
Участник Великой Отечественной войны. С 1950 года — на хозяйственной, общественной и политической работе. В 1950—1986 гг. — тракторист, механизатор, звеньевой механизированного звена колхоза имени Ленина Голопристанского района Херсонской области.
Указом Президиума Верховного Совета СССР от 8 апреля 1971 года присвоено звание Героя Социалистического Труда с вручением ордена Ленина и золотой медали «Серп и Молот».
Умер в Голопристанском районе после 1986 года.

## Награды и звания
- Герой Социалистического Труда (08.04.1971).
- орден Ленина (30.04.1966, 08.04.1971)
- орден Октябрьской Революции (08.12.1973)
- орден Отечественной войны II степени (06.04.1985)
- орден Трудового Красного Знамени (24.12.1976)
- орден Дружбы народов (04.03.1982)